# Turismus v Egyptě

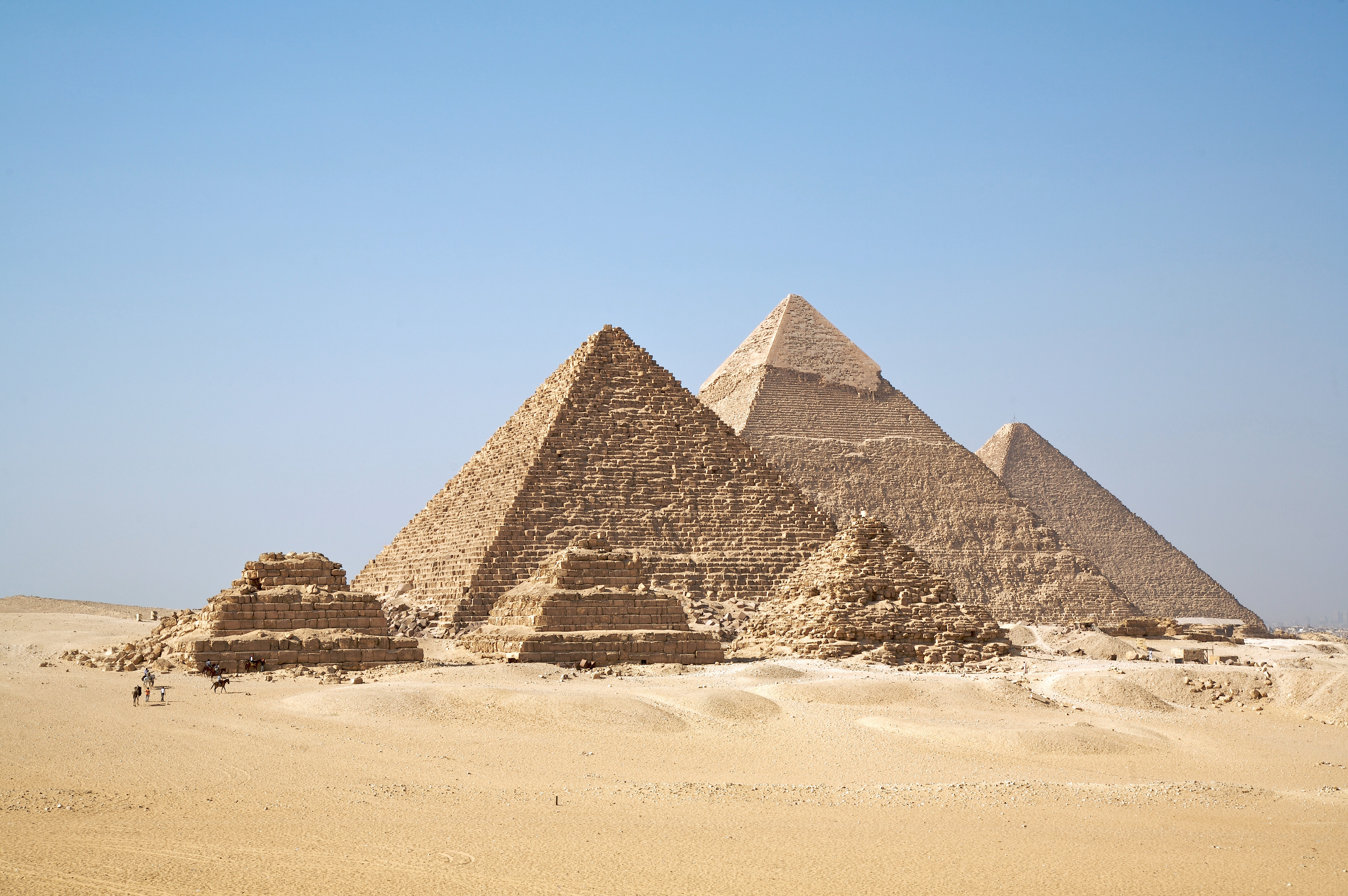
Pyramidy v Gíze

Turismus je jedním z nejdůležitějších sektorů egyptské ekonomiky. V roce 2008 navštívilo Egypt 12,8 milionů turistů, kteří přispěli do státní kasy jedenácti miliardami dolarů. Tento sektor zaměstnává přibližně 12% egyptských pracujících.

## Hlavní atrakce

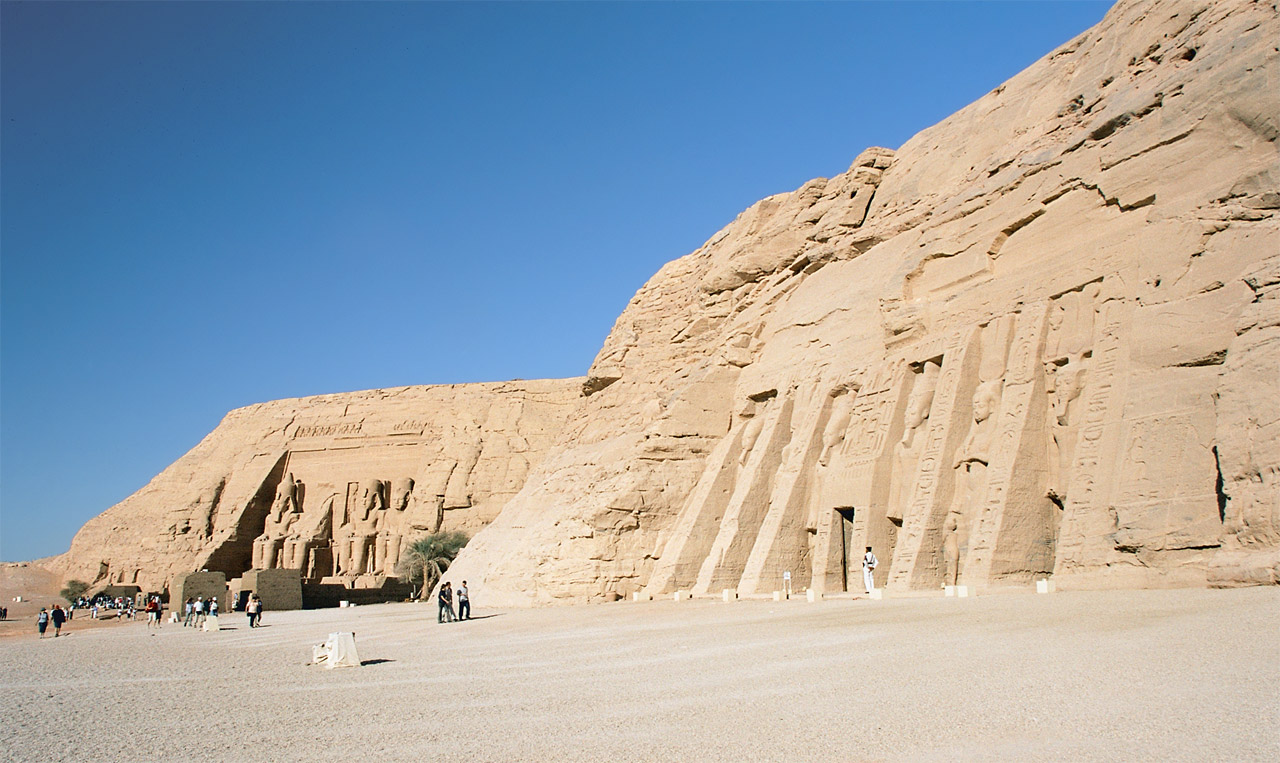
Chrámy v Abú Simbel

Hlavními turistickými atrakcemi jsou tisíce let staré památky, kvůli nimž je Egypt světově proslulou destinací. Hlavními z nich jsou pyramidy a Velká sfinga v Gíze, chrám Abú Simbel ležící jižně od Asuánu, Karnacký chrámový komplex a Údolí králů nedaleko Luxoru. Hlavní město Káhira se může pochlubit Egyptským muzeem či mešitou Muhammada Alího.
- Gíza: 20 km jihozápadně od Káhiry se nachází místo s nejimpozantnějšími a nejstaršími monumenty starověkého světa. Nachází se zde komplex starověkého královského pohřebiště a posvátných staveb jako jsou Velká sfinga či Velká pyramida. Nachází se zde však mnoho dalších pyramid a chrámů.
- Sakkára: přibližně 30 km jižně od Káhiry se nachází rozsáhlé starověké pohřebiště, které sloužilo jako místo posledního odpočinku pro obyvatele Mennoferu, hlavního města Staré říše. Nachází se zde množství pyramid, včetně Džoserovy stupňovité pyramidy, a velké množství mastab.
- Luxor: přibližně 500 km jižně od Káhiry se nachází místo, kde se dříve nacházelo staroegyptské hlavní město Théby. Toto místo je občas nazýváno jako “největší muzeum světa pod širým nebem”. Nachází se zde pozůstatky chrámů v Luxoru a Karnaku. Na západním břehu řeky Nil stojí další chrámy, monumenty a thébské pohřebiště, které zahrnuje i Údolí králů či Údolí královen.
- Abú Simbel: přibližně 850 km na jih od Káhiry, v blízkosti súdánských hranic, se nachází archeologická lokalita s dvěma skalními chrámy, které byly vytesány úbočí skal během vlády faraona Ramesse II. (13. století před naším letopočtem). Tento komplex byl kompletně přesunut v roce 1960, aby se zabránilo jeho zatopení při vzniku Násirova jezera.
- Alexandrie: je hlavním letoviskem, především kvůli plážím, starověké historii a knihovně Bibliotheca Alexandrina.
- Sinajský poloostrov: Sinaj se stal oblíbenou turistickou destinací díky svému přirozenému prostředí, bohatým korálovým útesům a biblické historii. Nejpopulárnějšími místy poloostrova jsou hora Sinaj (Jabal Musa) a klášter svaté Kateřiny, který je považován za nejstarší fungující křesťanský klášter na světě. Dalším lákadlem jsou přímořská letoviska Šarm aš-Šajch, Dahab, Nuweiba a Taba.

## Plavby po Nilu

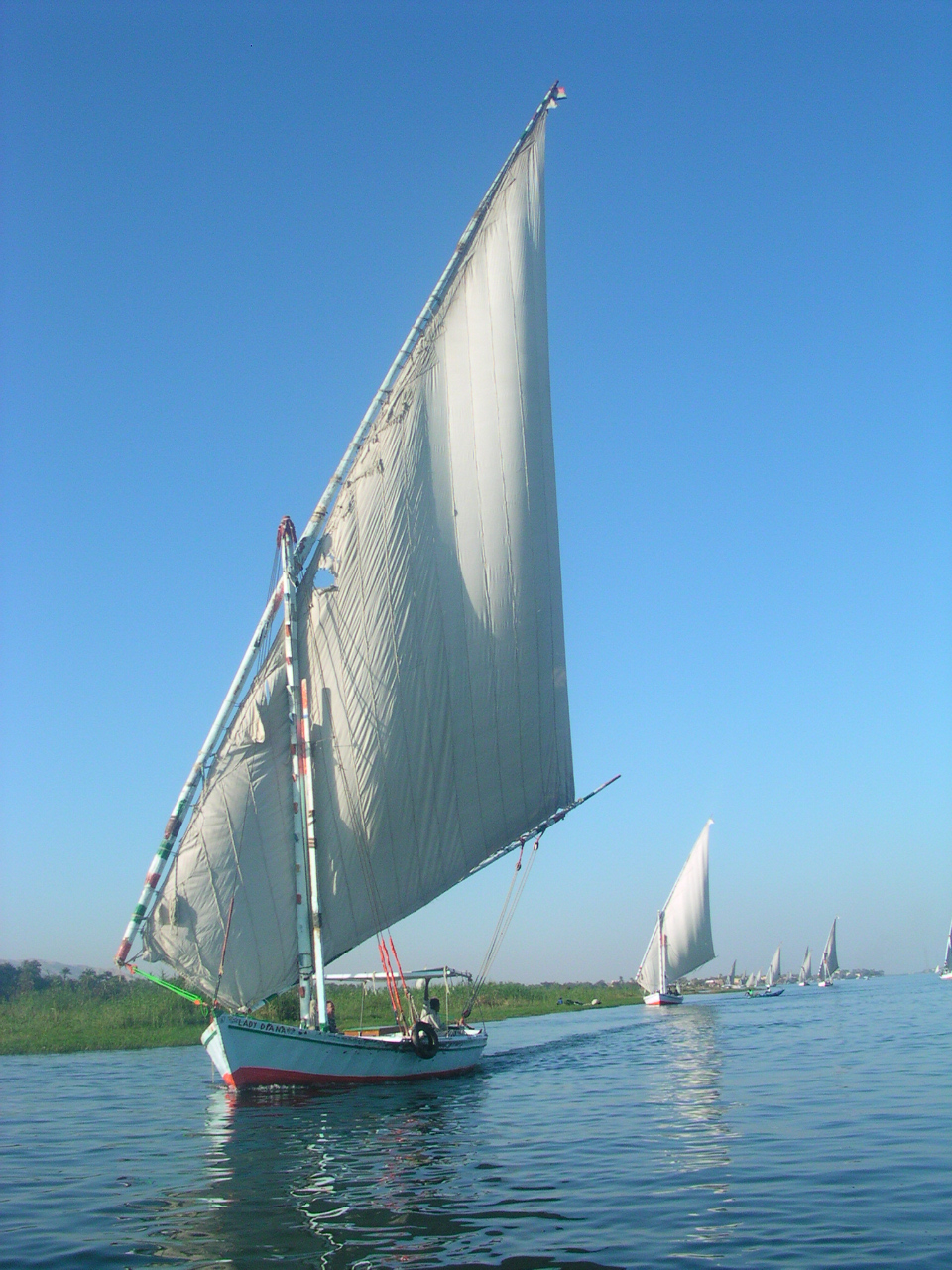
Feluka na Nilu

Plavby po Nilu se mohou od sebe lišit, ale většinou se jedná o tří, čtyř nebo sedmidenní plavby. Kratší plavby se většinou konají mezi Asuánem a Luxorem, delší trasy vedou dál na sever až do Dendery. Výlety se většinou konají na výletní lodi, které se často říká plovoucí hotel. Lepší lodě skutečně mívají vybavení jako hotely na pevnině, včetně bazénů, vířivek, nočních klubů, restaurací, obchodů a knihoven. Mnoho lodí má rovněž taneční parkety pro diskotéky či různé místní zábavní programy, které zahrnují núbijské noci nebo představení břišních tanečnic.
Větší dobrodružství než nabízejí plovoucí hotely přináší feluky, tradiční nilské plachetnice. Většina feluk nabízí spíše kratší výlety v řádu několika hodin. Jsou však možné i výlety několikadenní, například mezi Asuánem a Luxorem. Ubytování je na této plachetnici obyčejné, avšak i noc strávená na palubě pod širým nebem má své kouzlo. Kvůli říční hladině se většina výletů koná v období mezi říjnem a polovinou dubna. Provoz je však s jistými omezeními možný po celý rok.

## Národní parky
V Egyptě existuje několik národních parků, například Bílá poušť nebo Národní park Ras Mohamed.

## Doprava

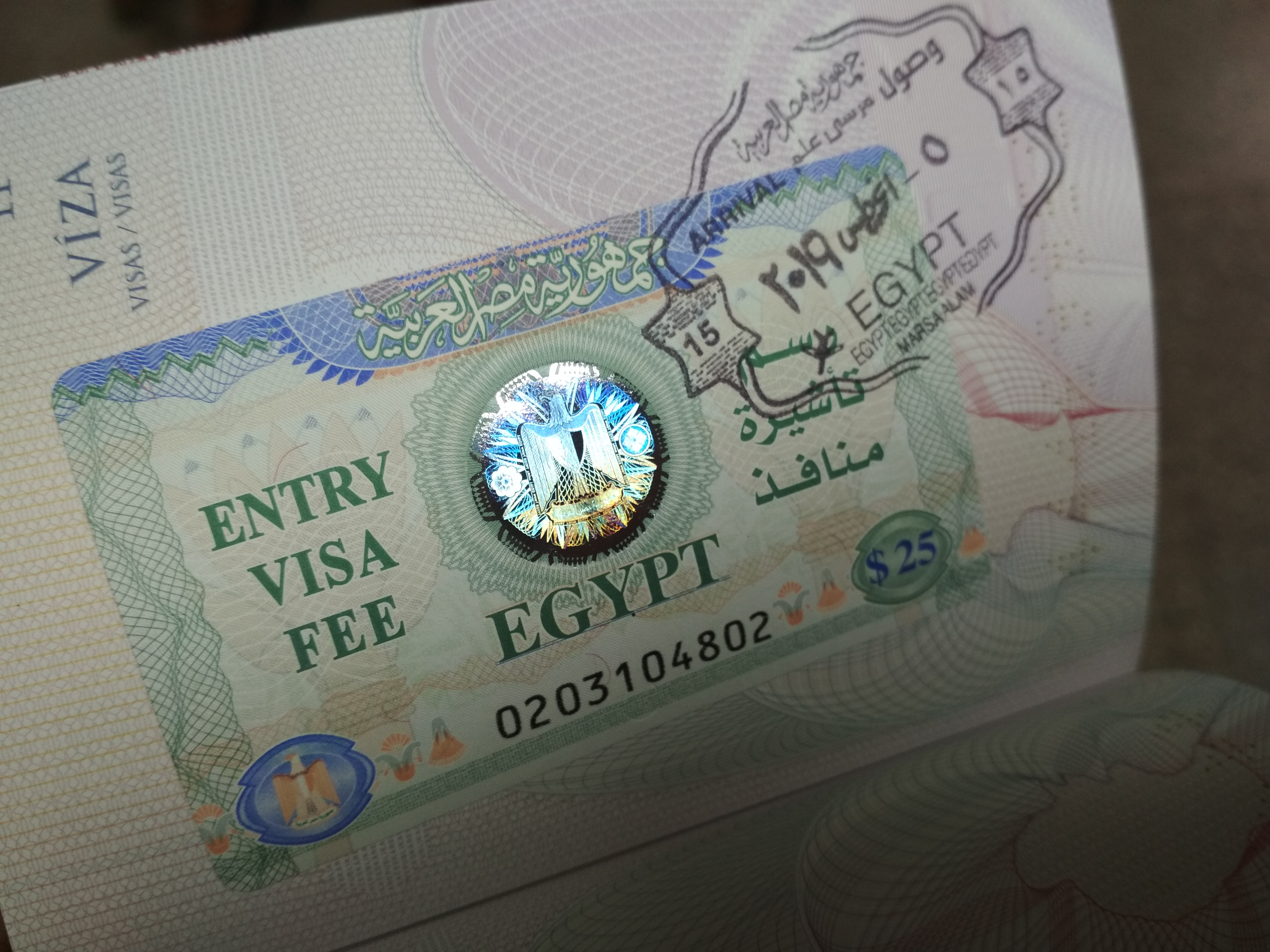
Egyptská víza v českém pasu

Turisté cestující do Egypta musejí vlastnit pasy a víza. Výjimku tvoří rodilí občané některých zemí Blízkého východu. Tranzitní cestující, ať již letecké nebo lodní dopravy, nemusí mít zajištěná víza. Cestující, kteří přijíždí do Egypta z některých afrických zemí, musí mít doklad o očkování proti choleře a žluté zimnici.

### Letiště
V Egyptě se nachází jedenáct mezinárodních letišť, mezi nimiž se například nachází mezinárodní letiště Káhira či mezinárodní letiště Hurghada.
Káhirské mezinárodní letiště je hlavní branou do Egypta. Nachází se 25 km severovýchodně od hlavního města. Letištní terminály obsluhují lety do hlavních světových metropolí v Severní Americe, Evropě, Asii a Africe. Mezi letištěm a centrem Káhiry zajišťují dopravu autobusy či limuzíny. Ve středním Egyptě se nachází luxorské mezinárodní letiště, které obsluhuje populární oblast v údolí Nilu, kam turisté míří za četnými starověkými památkami. Letiště je rovněž spojeno s centrem města veřejnou dopravou.

### Železnice

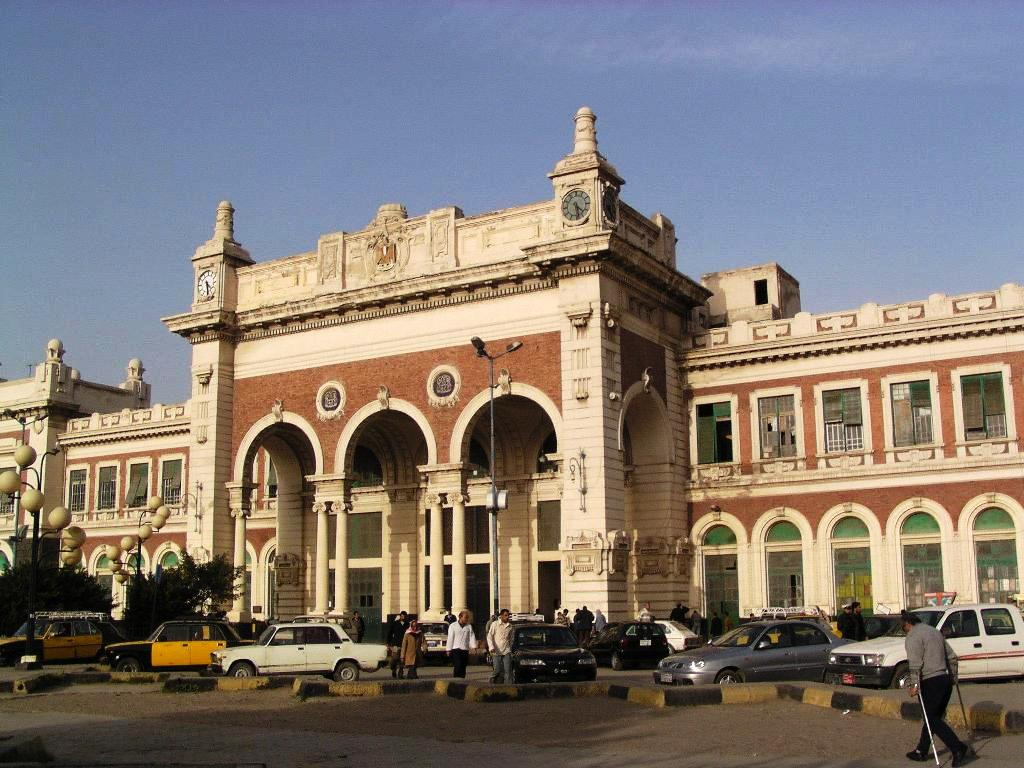
Železniční zastávka v Alexandrii

Egyptská železniční doprava tvoří páteř egyptské dopravy. Klimatizované osobní vlaky jsou většinou rozdělené na první a druhou třídu, kdežto neklimatizované na druhou a třetí. Nejhustší síť železnic se nachází v nilské deltě a spojuje tuto hustě obydlenou oblast s Káhirou a Alexandrií. Trasa Alexandrie-Káhira-Luxor-Asuán je denně obsluhována v obousměrném provozu klimatizovanými lůžkovými vlaky. Tato varianta cestování je lákavá především pro turisty, kteří tak mohou strávit noční přesun na trase Káhira-Luxor ve vlaku. Luxusní vlak rovněž spojuje Káhiru s Mersa Matrúh, městem v blízkosti libyjských hranic.

## Egyptská měna

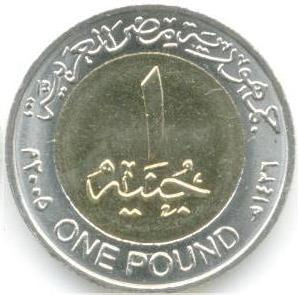
Egyptská libra

V současnosti je egyptským platidlem egyptská libra – obvykle zkrácená jako EGP nebo někdy jako LE či L.E. Jedna setina libry se nazývá piastr. Směnný kurz se pohybuje přibližně kolem 1 EGP = 3,10 Kč (v roce 2012). V oběhu jsou bankovky o hodnotách 200, 100, 50, 20, 5, 1 liber a 50, 25 piastrů. V Egyptě neexistuje žádný limit, který by určoval, kolik peněz se smí do zahraničí vyvézt respektive ze zahraničí přivézt.

## Podnebí
Hlavní sezona probíhá od poloviny října do května, během zimy a jara. Od května do října jsou teploty příliš vysoké, zejména v oblasti Luxoru a jižního Egypta. Egypt je jednou z nejteplejších a nejslunnějších zemí na světě. Kromě pásmu podél Středozemního moře má Egypt pouštní podnebí. Úhrn srážek v blízkosti Středozemního moře se pohybuje kolem 100 až 200 mm za rok. Ve středním a jižním Egyptě nemusí pršet i několik let. Zimy jsou obecně teplé, zejména na jihu země, ovšem noční teploty klesají až k 0 °C.

## Galerie

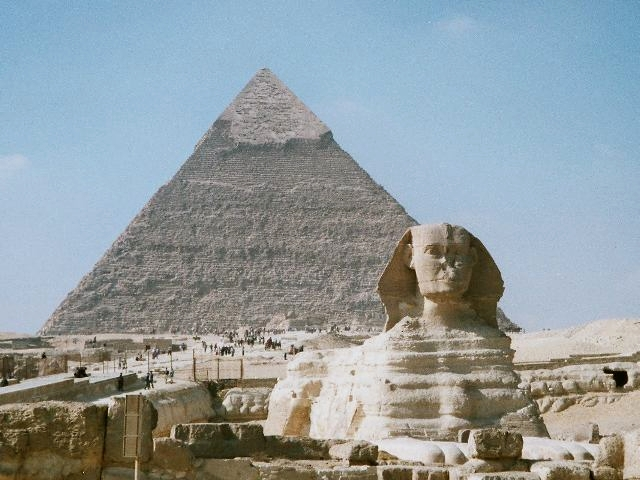
Velká sfinga a Rachefova pyramida
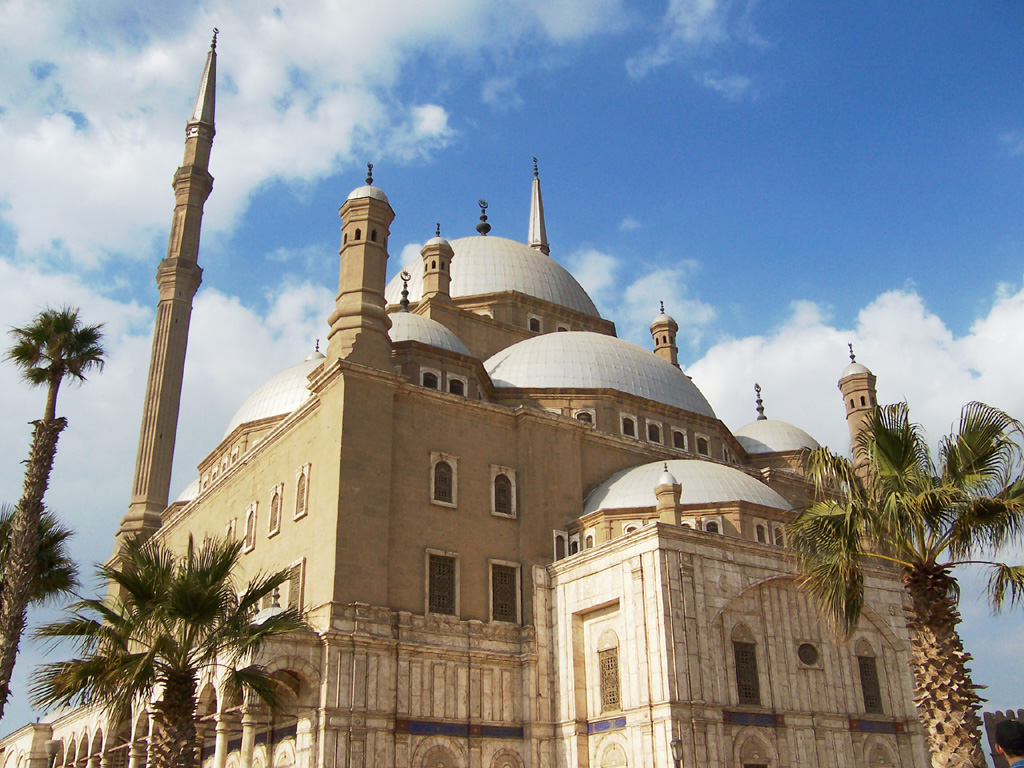
Mešita Muhammada Alího v Káhiře
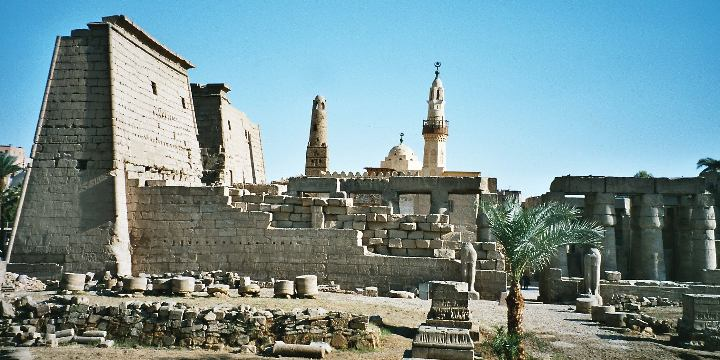
Luxorský chrám
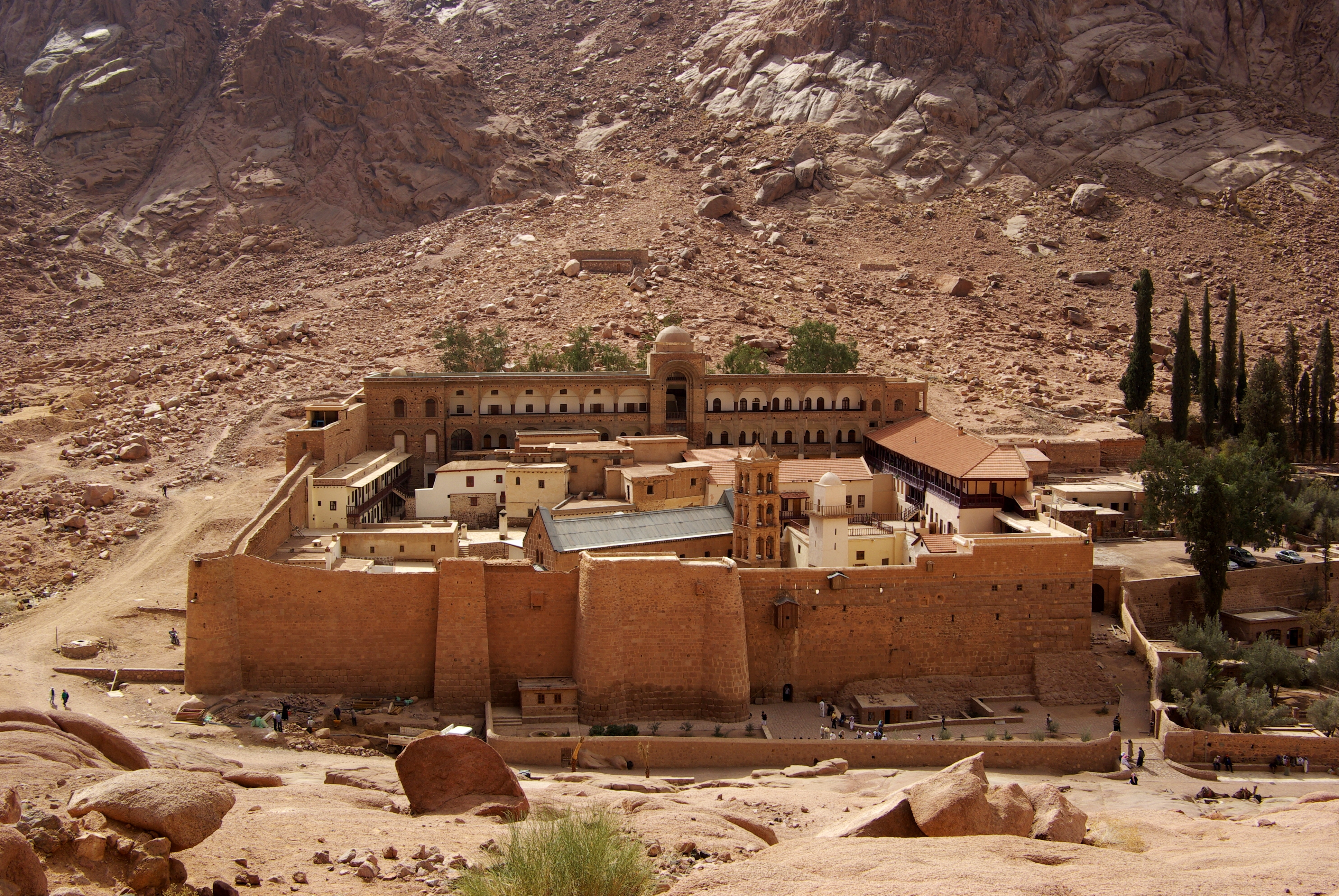
Klášter svaté Kateřiny na Sinaji
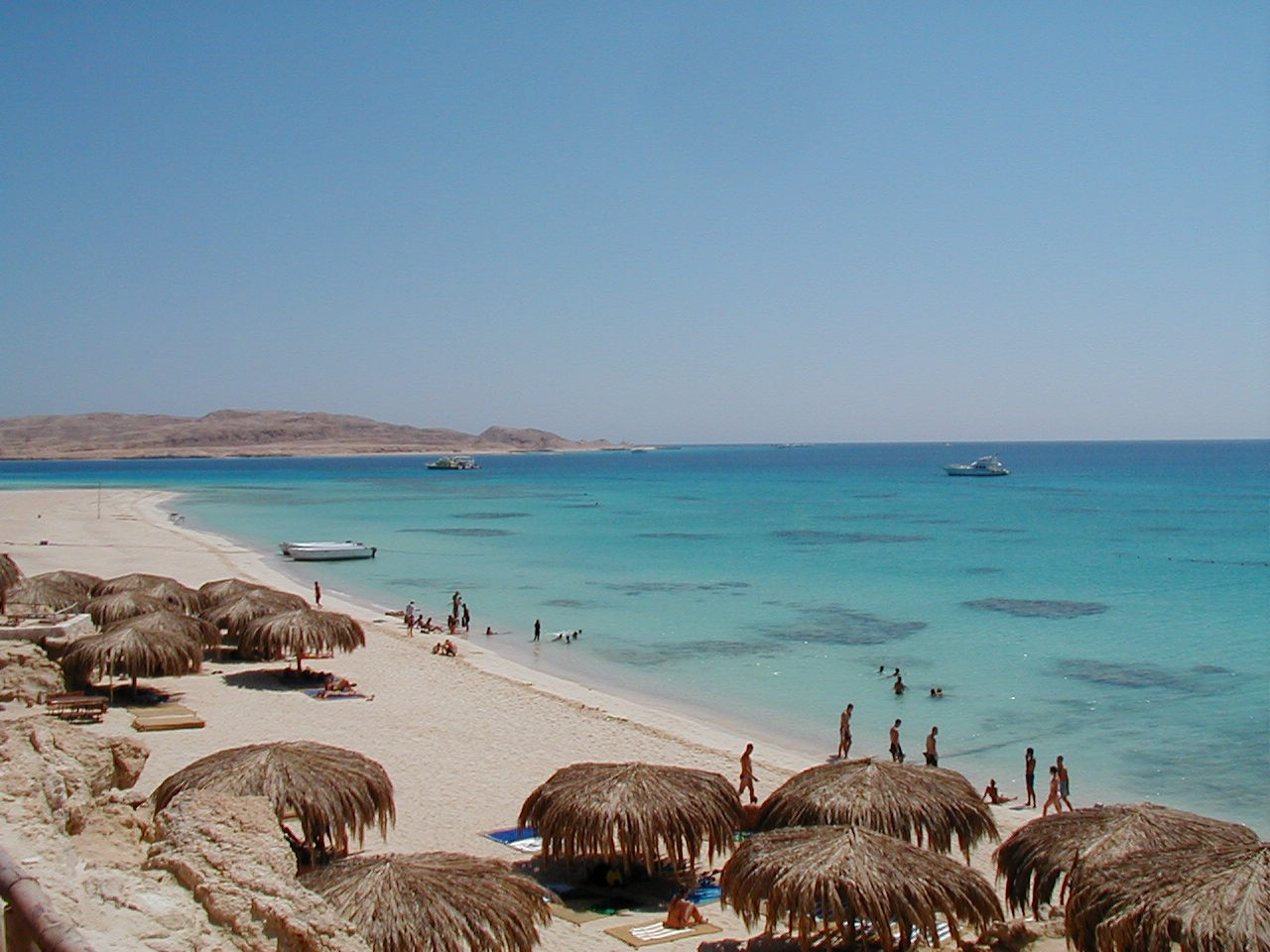
Pláž Mahmya, ostrov Giftun nedaleko Hurghady
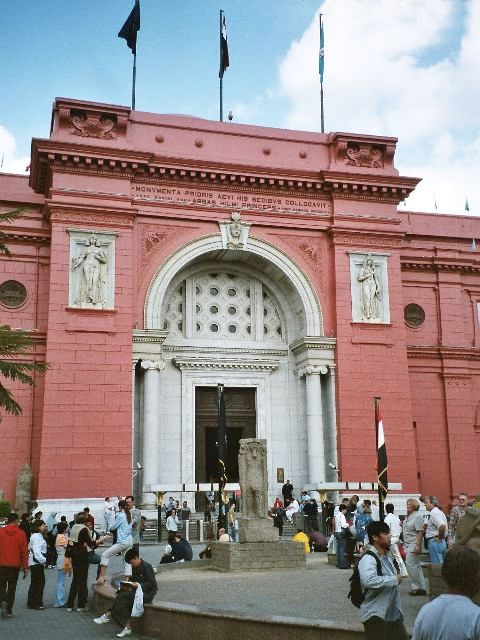
Egyptské muzeum v Káhiře
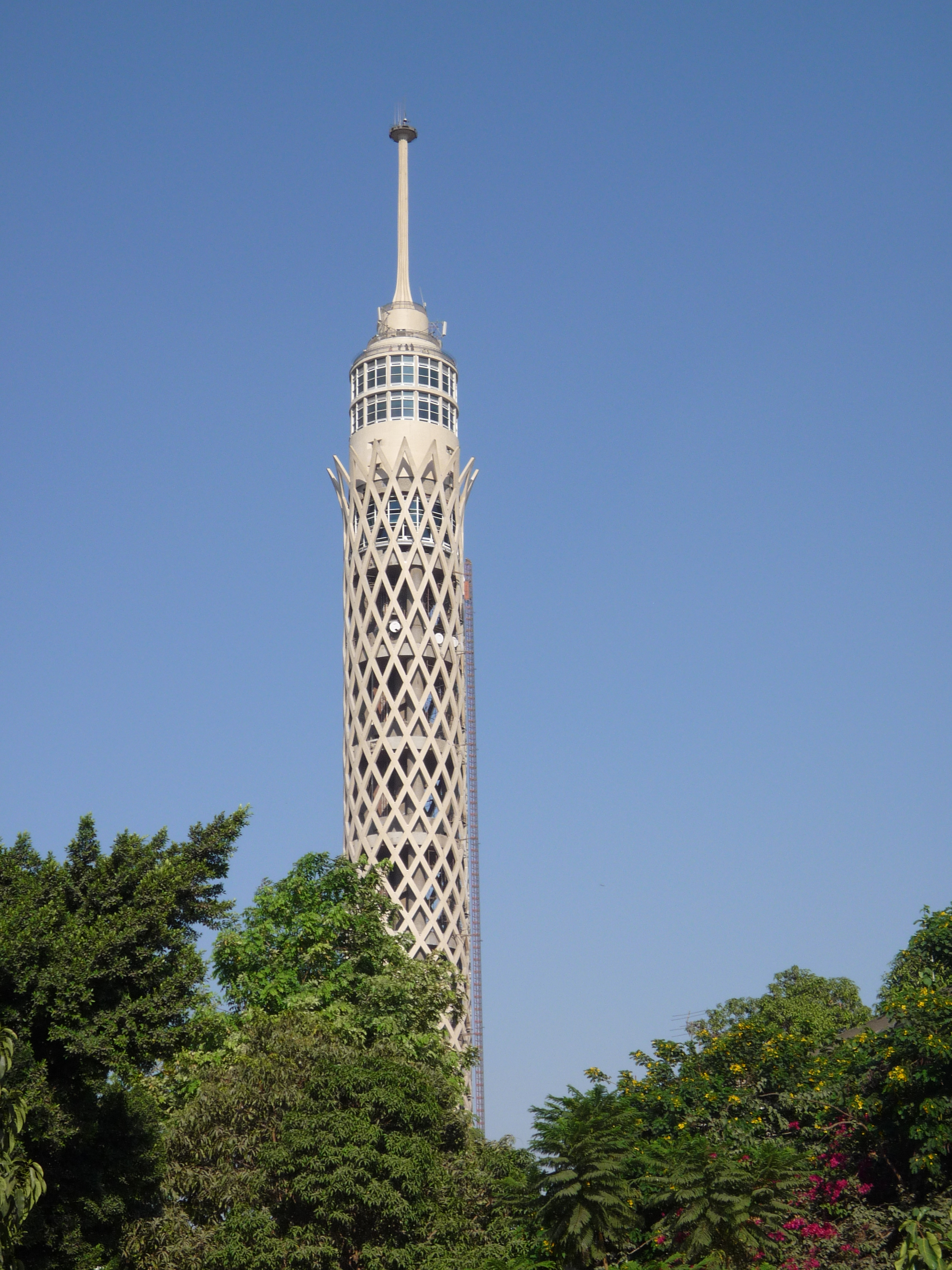
Cairo Tower
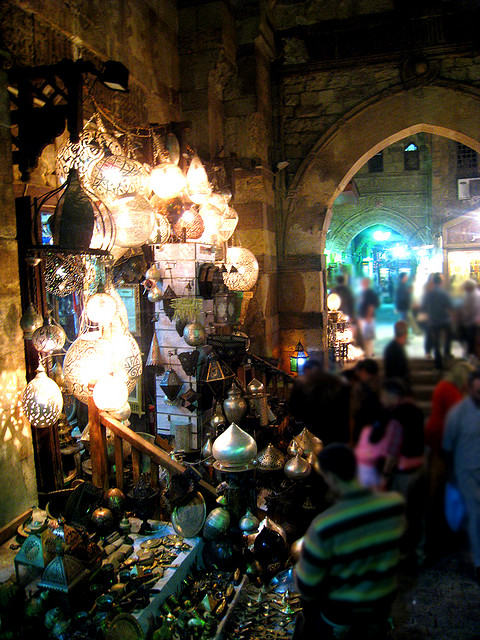
Bazar Chán al-Chalílí v Káhiře
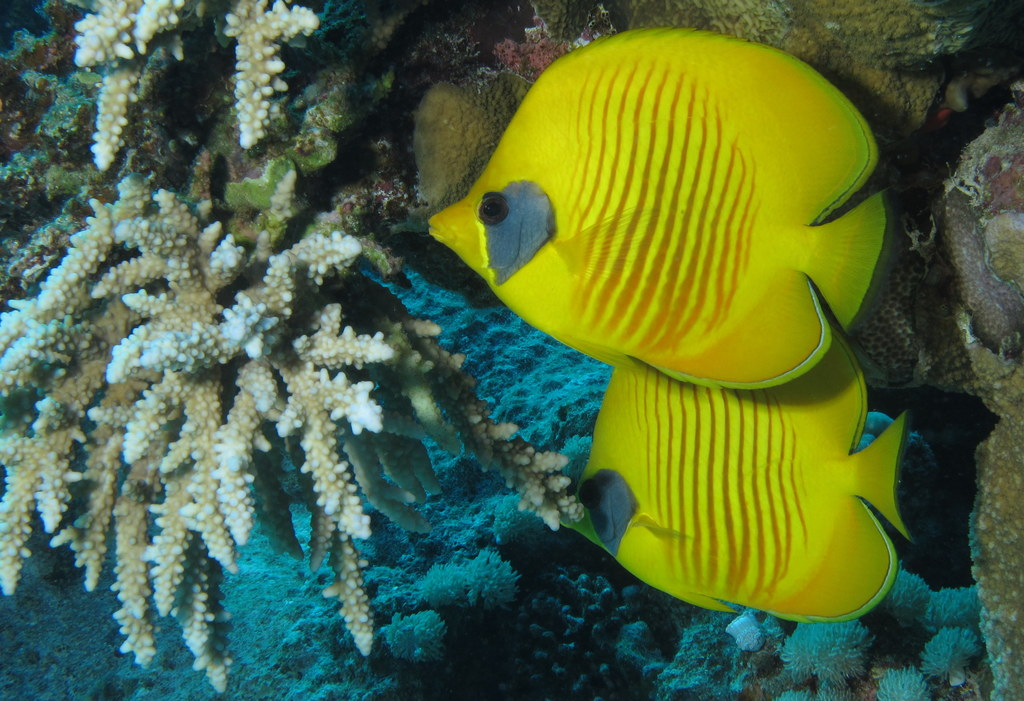
Život pod hladinou Rudého moře

## Konec turismu v Egyptě
Po svržení bývalého prezidenta Muhammada Mursího se začaly stupňovat nepokoje v hlavním městě státu Káhiře. 23. srpna 2013 vyzvalo Ministerstvo zahraničí občany České republiky aby do Egypta nejezdili, a to ani do letovisek u Rudého moře. Cestovní kanceláře začaly stahovat turisty z Egypta a některé až do 13. září  nevypraví do Egypta žádné další turisty. Konec turismu by pro Egypt způsobil obrovské ztráty hlavně proto, že je nejdůležitější součástí jeho ekonomiky.